# Пьерсик, Флорин
Флорин Пьерсик (рум. Florin Piersic; род. 27 января 1936, Клуж, Королевство Румыния) — румынский актёр. Российским зрителям известен по многочисленным историко-костюмным приключенческим кинолентам 1970—1980-х годов. Народный артист Молдавии (2016).

## Биография
Родился 27 января 1936 года в городе Клуж (Румыния) в семье ветеринара.
Окончил Институт театра и кинематографии им. Караджале в Бухаресте в 1957 году. Работал актёром Национального театра им. Караджале в Бухаресте.
В кино снимается с 1958 года. Получил известность в 1970-х годах после исполнения главных ролей в серии костюмно-исторических фильмов про Древний Рим («Колонна», «Битва за Рим»), про гайдуков («Гайдуки», «Месть гайдуков», «Приключения гайдука Ангела» и др.), про благородного разбойника Марджелато («Желтая роза», «Тайны Бухареста», «Серебряная маска», «Бирюзовое ожерелье»). Снимался также за границей: в СССР, Франции, ФРГ, Австрии, Италии. В 1988—2002 годах в кино не снимался. Вернулся на большой экран в 2003 году в приключенческом фильме «Дунай, Дунай».
В 2006 был избран в список «100 великих румын», выступает с концертами. Сын — Флорин Пьерсик младший (1968 года рождения) — тоже актёр.
В 1975—1985 годах был женат на актрисе Анне Селеш.

## Фильмография
- 1958 — Репейник Бэрэгана / Ciulinii Baraganului (Румыния-Франция) — Танасе
- 1959 — История как в сказке / O poveste ca-n basme
- 1961 — Украли бомбу / S-a furat o bomba — гангстер
- 1964 — Шаги к луне / Pasi spre luna
- 1965 — Белый мавр / De-as fi Harap Alb — Харап-Альб
- 1966 — Семь мужчин и потаскушка / Sept hommes et une garce / Sapte baieti si o strengarita / La primula rosa (Италия, Румыния, Франция) — Франгиньон
- 1966 — Туннель / Tunelul (СССР, Румыния) — Дуцу
- 1967 — Колонна / Columna lui Trajan (ГДР-Румыния) — Сабин
- 1969 — Битва за Рим / Kampf um Rom (Румыния, Западный Берлин, Италия) — Витигес
- 1968—1972 — Освобождение — Отто Скорцени
- 1970 — Михай Храбрый / Mihai Viteazul (Италия, Румыния, Франция) — Преда Бузеску
- 1970 — Приключения гайдука Ангела / Haiducii lui Saptecai — гайдук Ангел Саптекаи
- 1972 — Приданое княжны Ралу / Zestrea domnitei Ralu — Ангел Саптекаи
- 1972 — Восстание гайдуков / La révolte des Haîdouks — Ангел
- 1972 — Взрыв / Explozia
- 1974 — Парашютисты / Parasutistii
- 1975 — Штефан Великий – 1475 год / Ștefan cel Mare — Vaslui 1475
- 1975 — Эликсир молодости / Elixirul tinereții
- 1977 — Гнездо саламандр / Cuibul salamandrelor
- 1978 — Pintea (в советском прокате «Месть гайдука») — гайдук Пинтя
- 1979 — Последний рубеж смерти / Ultima frontiera a mortii
- 1980 — Путь, усеянный костями / Drumul oaselor — Марджелату
- 1982 — Жёлтая роза — Марджелату
- 1983 — Тайна Бухареста (в советском прокате «Новые приключения Жёлтой розы») / Misterele Bucurestilor — Марджелату
- 1984 — Пари с волшебницей / Ramasagul — Змеюл
- 1984 — Trandafirul galben — Марджелату
- 1985 — Racolarea — Марджелату
- 1986 — Totul se plateste — Марджелату
- 1987 — Серебряная маска / Masca de argint — Марджелату
- 1987 — Бирюзовое ожерелье / Colierul de turcoaze — Марджелату
- 2003 — Дунай, Дунай / Donau, Duna, Dunaj, Dunav, Dunarea (Австрия) — Мирче
- 2005 — Эминеску против Эминема / Eminescu versus Eminem
- 2016 — Убить Салазара — Иосиф Салазар, глава русской мафии (Florin Piersic jr)

## Награды
- Офицер ордена Звезды Румынии (2016 год)[3].
- Кавалер ордена Звезды Румынии (30 мая 2002 года)[4].
- Орден «За заслуги перед культурой»[рум.] 5 класса (6 ноября 1967 года)[5].
- Медаль «Михай Эминеску» (3 марта 2000 года, Молдавия) — за выдающиеся успехи в творческой деятельности, особые заслуги в пропаганде произведений Михая Эминеску и значительный вклад в развитие культурных связей между Республикой Молдова и Румынией[6].
- Народный артист Молдавии (26 января 2016 года, Молдавия) — в знак высокого признания особых заслуг в развитии сценического искусства, за выдающиеся успехи в творческой деятельности и значительный вклад в углубление культурных связей между Румынией и Республикой Молдова[7].
- Почётный гражданин Бухареста (29 ноября 2001 года)[8].
- Почётный гражданин Сучавы.